# Magazin 1
Magazin 1 ist ein Vorabend-Informationsmagazin des ORF, das seit 8. April 2019 montags bis freitags um 18:10 Uhr auf ORF 1 ausgestrahlt wird.
Thematisch reicht die Spanne des Magazins von tagesaktuellen Nachrichten und Hintergrundinformationen zu aktuellen Themen aus Politik, Chronik, Wirtschaft, Gesellschaft oder Sport bis hin zu Unterhaltung und Kultur. Mit 2. Dezember 2019 wurde die Sendezeit von etwa 25 auf zehn Minuten verkürzt und der Fokus stärker auf Unterhaltung gelegt.

## Moderation und Inhalt
Magazin 1 wird abwechselnd von Lillian Moschen, Mariella Gittler und Philipp Maschl moderiert. Moschen übernahm mit 7. April 2020 die Moderation von Stefan Lenglinger, der seit Bestehen der Sendung üblicherweise wöchentlich alternierend zunächst mit Lisa Gadenstätter sowie anschließend mit Gittler durch die Sendung geführt hatte und 2020 zu den ZIB-Ausgaben auf ORF 1 wechselte. Gittler übernahm mit 9. Oktober 2019 die Moderation von Gadenstätter. Philipp Maschl verstärkt seit August 2020 das Moderatoren-Team.
Bis zum 29. November 2019 gab es einen Rahmen für den Sendungsablauf. Zunächst wurde über ein tagesaktuelles Thema, anschließend über gegenwärtige gesellschaftliche Themen berichtet. Zum Ende der Sendung standen Unterhaltung und Kultur, zum Beispiel Musik, im Mittelpunkt. Sowohl zu aktuellen als auch kulturellen Themen waren oft Gäste, wie Fachexperten, geladen oder zugeschaltet. Anfänglich gab es die wöchentlich (meist montags oder dienstags) ausgestrahlte Rubrik „Wälters Welten“, in welcher der gebürtig aus Deutschland stammende ORF-Reporter Peter Wälter humoristisch auf Eigenheiten der Österreicher blickte.
Mit Einführung der neuen Quizsendung Q1 – Ein Hinweis ist falsch im Anschluss an das Magazin 1 wurde die Sendung ab 2. Dezember 2019 von zuvor 23 bis 28 Minuten auf zehn Minuten gekürzt. Seither gibt es keine klare Struktur mehr. Es werden pro Sendung mehrere kürzere Beiträge zu verschiedenen aktuellen Themen gesendet, wobei der Unterhaltungscharakter der Beiträge zugenommen hat.

## Konzept und Optik
Die Sendung ist Teil eines 2019 begonnenen Konzepts, das eine stärkere Eigenständigkeit der Sender ORF 1 und ORF 2 innerhalb des ORF vorsieht. Das Magazin soll wie der Sender ORF 1 insgesamt besonders jüngere Zuschauer zwischen 12 und 49 Jahren ansprechen. Zudem will man damit den Informations- sowie österreichbezogenen Anteil des Programmes auf ORF 1 erhöhen. Die Zahl 1 im Namen der Sendung weist auf den Sender hin. Das bereits seit Anfang des Jahres 2019 auf ORF 2 laufende Vorabendmagazin Studio 2 stellt dazu ein Pendant, das eher auf eine ältere Zielgruppe ausgerichtet ist, dar.
Die Kürzung der Sendung im Dezember 2019 stößt bei Informationsredakteuren von ORF 1 hinsichtlich der Reduktion der Nachrichten auf Kritik. Sie befürchten eine vollständige Umwandlung zu einem Unterhaltungsmagazin.
Die Sendung wird aus einem eigenen Studio gesendet, das am 8. April 2019, dem Tag der ersten Ausgabe, auch für die auf ORF 1 ausgestrahlten Ausgaben der Zeit im Bild in Betrieb genommen wurde. Alle Elemente des Studios (Videowände, Mobiliar) sind rechteckig ausgeführt. Dadurch soll das Motto „ORF 1 beweist Ecken und Kanten“ zum Ausdruck kommen.
Das Logo der Sendung ist der Blockbuchstabe M mit einer doppelt gezogenen transparent-weißen Rahmenlinie, die rechts oben an zwei Stellen unterbrochen ist. Das zwischen den Lücken liegende kleine Stück des Rahmens ist gänzlich weiß und stellt zugleich eine rechtwinkelige Zahl 1 dar. Seit 26. April 2019 ist dieser rechtwinkelige Einser Bestandteil des neuen ORF 1-Senderlogos, wodurch der seit 2011 verwandte Sendername „ORF eins“ wieder zu „ORF 1“ wurde. Der klassische Sendungshintergrund weist von oben nach unten einen Farbverlauf von hellem über dunkleres Türkis bis Violett, welches ganz unten dunkelrot wird, auf. Für Hinweise auf weitere Beiträge während der Sendung wird kurz eine Einspielung mit farblich seitenverkehrtem Hintergrund gezeigt. Um die Themen voneinander abzugrenzen, wird die Hintergrundfarbe im Laufe der Sendung mehrmals zwischen Rot, Türkis und Violett geändert.

## Einschaltquoten
Die erste Ausgabe vom 8. April 2019 erreichte mit 93000 Zusehern und einem Marktanteil von sechs Prozent (13 % bei den 12–49-Jährigen) die bislang höchste Einschaltquote. Die Zuschauerzahl ist seither bis auf 40000 bis 50000 bei einem Marktanteil von drei bis vier Prozent (6–7 % bei 12–49-Jährigen) in der zweiten Sendewoche zurückgegangen. Die zuvor auf diesem Sendeplatz ausgestrahlte US-Serie Die Simpsons erzielte ähnliche Quoten beim Gesamtpublikum, allerdings etwas höhere in der jüngeren Kernzielgruppe. Seitens des ORF spricht man von einem längeren Etablierungsprozess.